# 폴라 켈리

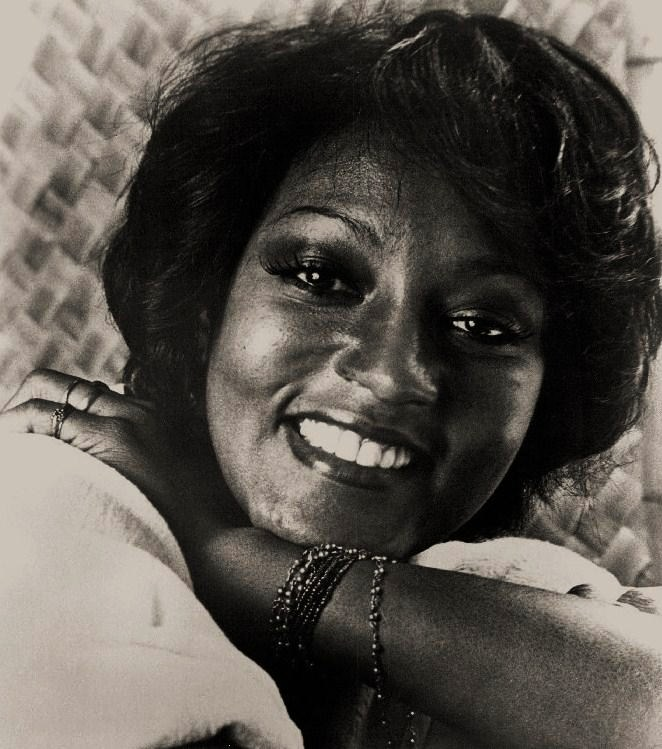

폴라 켈리(Paula Kelly, 1942년 10월 21일 ~ 2020년 2월 8일)는 미국의 배우, 무용가, 모델이다.
잭슨빌에서 태어났으며 휘티어에서 사망하였다. 사인은 질병이다.

## 출연 작품
- 헤드스페이스 (2005년)
- 꿈을 찾아서 (1996년)
- 지하 조직 (1994년) - 언트 틸리 역
- 장미를 든 은행털이 (1993년)
- 조 조 댄서, 너의 인생이 부른다 (1986년)
- 드럼 (1976년)
- 로스트 인 더 스타스 (1974년)
- 소일렌트 그린 (1973년)
- 안드로메다의 위기 (1971년)
- 스위트 채리티 (1969년)
- 워킹 마이 베이비 백 홈 (1953년)

### 텔레비전
- 샌프란시스코 수사반 (1972년)
- 닥터 게논 (1969년)
- 여형사 페페 (1974년)